# Френсіс Карпентер
Френсіс Карпентер (англ. Francis Bicknell Carpenter; 6 серпня 1830, Гомер — 23 травня 1900, Нью-Йорк) — американський художник.

## Біографія
Народився 6 серпня 1830 року в місті Гомер, штат Нью-Йорк, США; походив із знатного роду Рехобот-Карпентер з Нової Англії. Батько — Асаф Хармон (англ. Asaph Harmon), мати — Альміра Кларк (англ. Almira Clark), Френсіс був одним з дев'яти дітей їх сім'ї.
У 1844 році Френсіс, виявивши прагнення до живопису, був відпущений батьками для навчання в місто Сірак'юс, штат Нью-Йорк, на півроку для навчання під керівництвом Сенфорда Тайера (англ. Sanford Thayer). У 1848 році він був удостоєний премії American Art-Union. У віці двадцяти одного року Карпентер створив власну студію в Нью-Йорку. У 1852 році він був обраний членом Національної академії дизайну в якості асоційованого члена.
До кінця 1870-х років Карпентер зацікавився і заглибився в релігію й духовність. Помер 23 травня 1900 року в Нью-Йорку від водянки (набряку). Був похований на кладовищі Glenwood Cemetery у рідному місті Гомер.

## Родина
6 січня 1853 Френсіс Карпентер одружився з Огастою Прентісс (англ. Augusta Herrick Prentiss, 1831—1926). У них народилися діти:
- Дочка — Флоренс (англ. Florence Trumbell Carpenter, 10 березня 1854, Гомер, штат Нью-Йорк — 30 грудня 1899), була одружена з Альбертом Айвзом (англ. Albert Chester Ives; бл. 1854 Баффало, штат Нью-Йорк — ?).
- Син — Сенфорд (англ. Sanford Carpenter, 22 травня 1862, Гомер, штат Нью-Йорк — ?). Був одружений з Корою Андерсон (англ. Cora Anderson, 3 квітня 1860, Луїсвілл, штат Кентуккі — 1923, похована в Гомері).

## Творчість

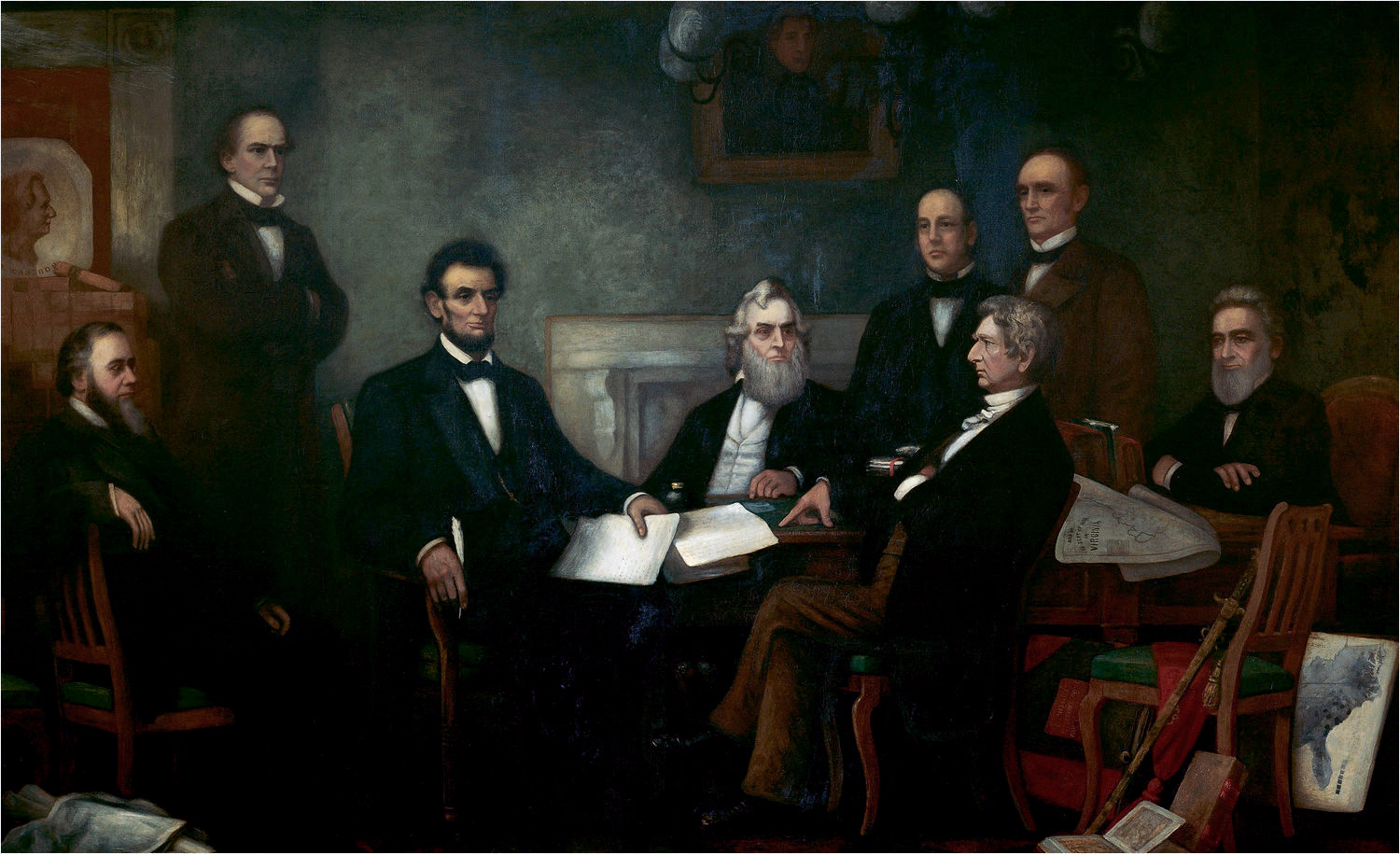
«Перше читання Прокламації про звільнення президентом Лінкольном»; 1864; олія, полотно; 274,3 × 457,2 см.

Френсіс Карпентер створив багато портретів видатних людей свого часу. Найвідомішим його твором стала картина «Перше читання Прокламації про звільнення президентом Лінкольном» (англ. First Reading of the Emancipation Proclamation of President Lincoln), яка знаходиться в Капітолії у Вашингтоні.
Цікаво, що після набрання чинності Прокламації про визволення рабів, Френсіс Карпентер домігся аудієнції у президента й запропонував йому створити картину на цю тему. 6 лютого 1864 року під час другої зустрічі президент Лінкольн дав згоду на створення полотна. Незабаром художник переїхав до Білого дому, де залишався протягом шести місяців, щоб написати 1864 року картину, на якійу були представлені багато членів Кабінету міністрів. У 1866 році Карпентер опублікував свої мемуари про проживання в Білому домі —
«Шість місяців у Білому домі з Авраамом Лінкольном» (англ. Six Months at the White House with Abraham Lincoln).
Після вбивства президента Карпентер написав багато портретів Лінкольна та його родини; деякі — по пам'яті, інші — за фотографіями, наданими вдовою Лінкольна.
Серед значимих портретів, написаних Карпентером, крім Лінкольна, були й портрети президента Мілларда Філлмор та губернатора штату Майрона Холлі Кларка, написані в Нью-Йорку; портрети Гораса Грілі, Аси Пакера, засновника Ліхайського університету, Джеймса Рассела Ловелла, нью-Йоркського банкіра Девіда Лівітта та інші.